# Доброславув
Доброславув (пол. Dobrosławów) — село в Польщі, у гміні Пулави Пулавського повіту Люблінського воєводства.
Населення — 243 особи (2011).

## Демографія
Демографічна структура станом на 31 березня 2011 року:
|          | Загалом | Допрацездатний вік | Працездатний вік | Постпрацездатний вік |
| -------- | ------- | ------------------ | ---------------- | -------------------- |
| Чоловіки | 120     | 23                 | 86               | 11                   |
| Жінки    | 123     | 24                 | 70               | 29                   |
| Разом    | 243     | 47                 | 156              | 40                   |